# 大阪市電今橋天満橋筋線
今橋天満橋筋線（いまばしてんまばしすじせん）は、大阪市の天神橋停留場と天満橋停留場を結んでいた大阪市電の軌道路線である。

## 概要
1911年（明治44年）10月7日に堺筋線大江橋駅 - 北浜二丁目駅間、北浜線北浜二丁目駅 - 天神橋駅と同時に開業した、大阪市電第三期線の1つ。

### 路線データ
- 起点：天神橋停留場
- 終点：天満橋停留場
- 営業キロ：0.6km
- 軌間：1,435mm
- 電化方式：直流600V（架空電車線方式）

## 沿革
- 1911年（明治44年）10月7日：天神橋停留場 - 天満橋南詰停留場間（0.6km）開業。
- 1921年（大正10年）- 1923年（大正12年）：八軒家停留場開業。
- 1928年（昭和3年）- 1929年（昭和4年)：天満橋南詰停留場を天満橋京阪電車前停留場に改称。
- 1944年（昭和19年）6月1日：戦時体制下の終日急行運転実施により、八軒家停留場廃止。
- 1945年（昭和20年）- 1946年（昭和21年）：天満橋京阪電車前停留場を天満橋停留場に改称。
- 1968年（昭和43年）5月1日：全線廃止。

## 停留場一覧
- 1959年（昭和34年）7月当時。
- 括弧書き（背景色がグレー）の駅は廃止・休止駅。

| 駅名             | 読み         | キロ程 | 接続路線                                                                  | 廃止日       |
| ---------------- | ------------ | ------ | ------------------------------------------------------------------------- | ------------ |
| 天神橋停留場     | てんじんばし | 0.0    | 大阪市電：北浜線                                                          |              |
| （八軒家停留場） | はちけんや   | 0.3    |                                                                           | 1944年6月1日 |
| 天満橋停留場     | てんまばし   | 0.6    | 大阪市電：曽根崎天満橋筋線・天満橋善源寺町線・谷町線（1944年5月31日まで） |              |

## 系統
4系統・12系統・23系統が走っていた。

## バス路線
- 現在は62系統のバスが走っている。[1]